# Ov-knooppunt Leyenburg
Ov-knooppunt Leyenburg is een busstation in de regio Haaglanden, in de Nederlandse provincie Zuid-Holland. Dit busstation ligt in Den Haag Zuid aan de Leyweg.

## Voorgeschiedenis
Na de opening van tram 2 in 1983 reden vele buslijnen van Westnederland uit het Westland parallel aan de tramlijn naar het centrum en het Station Den Haag Centraal. Daarom kwam er in overleg tussen HTM en WN een plan om de streeklijnen, behalve sneldiensten, vanaf 1 januari 1986 te laten aantakken op lijn 2 bij de Walnootstraat. De Oude Haagweg zou hier moeten worden gereconstrueerd tot overstapstation met extra opstelsporen voor korte ritten van lijn 2 en overstaphaltes voor tram en bus met voorzieningen voor reizigers en personeel. Een andere mogelijkheid was de lijnen een lus door Loosduinen te laten rijden met ook overstapmogelijkheden op tram 3 en 6 met een eindpunt bij de garage van WN. Deze plannen zijn uiteindelijk niet gerealiseerd en de streekbussen reden nog vele jaren door naar het centrum.Na de komst van de Haagse tramtunnel en verscherpte milieu maatregelen voor uitstoot in het centrum is het alsnog gerealiseerd maar op een andere locatie en aantakking op andere tramlijnen.

## Knoopunt
Het knooppunt is geopend op 27 april 2008. Diverse buslijnen komen hier bij elkaar, evenals een tramlijn en een lijn van RandstadRail. Met name voor reizigers van en naar het Westland is dit een belangrijk overstappunt. Het knooppunt dankt zijn naam aan het HagaZiekenhuis, locatie Leyweg (beter bekend als Ziekenhuis Leyenburg), waar het naast gebouwd is. Het ov-knooppunt ligt in de wijk Leyenburg.
Nabij het busstation ligt een keerlus voor tram 6, die hier zijn eindpunt heeft. De in -en uitstaphalte is daar echter niet.

## Lijnen die bij het ov-knooppunt Leyenburg stoppen

### Stadsdienst Den Haag
De trams en de bussen worden gereden door HTM.
| Perron | Lijn | Bestemming                      | Via | Bijzonderheden                                                                                 |
| ------ | ---- | ------------------------------- | --- | ---------------------------------------------------------------------------------------------- |
| A      | 4    | Lansingerland-Zoetermeer        | HMC Westeinde, Tramtunnel, Centraal Station, Beatrixkwartier, Laan van NOI, Leidschendam-Voorburg, Leidschenveen, Zoetermeer, Oosterheem                      | Onderdeel van RandstadRail.                                                                    |
| A      | 6    | Leidschendam Noord              | Transvaalkwartier, Haagse Markt, Schilderswijk, Tramtunnel, Centraal Station, Ternoot, Bezuidenhout, Haagse Hout, Station Mariahoeve, Mall of the Netherlands |                                                                                                |
| B      | 4    | Den Haag De Uithof              | Meppelweg | Onderdeel van RandstadRail.                                                                    |
| B      | 6    | Den Haag Leyenburg              | | Uitstaphalte.                                                                                  |
| D      | 23   | Den Haag Colijnplein/(Kijkduin) | Bohemen | Het traject Den Haag Colijnplein - Den Haag Kijkduin wordt alleen in de zomermaanden gereden.  |
| D      | 26   | Den Haag Kijkduin               | Loosduinen |                                                                                                |
| E      | 21   | Scheveningen Noord              | Vruchtenbuurt, Valkenboskwartier, Kunstmuseum/Museon, Kurhaus                                                                                                 |                                                                                                |
| H      | 21   | Vrederust                       | Winkelcentrum Leyweg, Bouwlust, Revalidatiecentrum |                                                                                                |
| I      | 23   | Scheveningen Noord              | Winkelcentrum Leyweg, Moerwijk, Station Rijswijk, Station Voorburg, Voorburg, Station Laan van NOI, HMC Bronovo, Kurhaus                                      |                                                                                                |
| I      | 26   | Station Voorburg                | Zuiderpark, Station Moerwijk, MegaStores, Station Hollands Spoor, Binckhorst                                                                                  | Rijdt in de avond na 20:00 uur en in het weekend niet verder dan halte station Hollands Spoor. |

### Streekbussen
De streekbussen worden gereden door EBS.
| Perron | Lijn      | Bestemming                      | Via                                                                                              | Bijzonderheden       |
| ------ | --------- | ------------------------------- | ------------------------------------------------------------------------------------------------ | -------------------- |
| C      | 37        |                                 |                                                                                                  | Uitstaphalte.        |
| F      | 31        | Hoek van Holland, Station Haven | Monster, 's-Gravenzande                                                                          |                      |
| F      | 456       | Schiedam, Station Centrum       | Poeldijk, Honselersdijk, Naaldwijk (Busstation), Maasland                                        | Onderdeel van R-net. |
| G      | 31 en 456 |                                 |                                                                                                  | Uitstaphalte.        |
| J      | 37        | Delft, Station                  | Wateringse Veld, Delft (Harnaschpolder), Den Hoorn, Delft (Buitenhof, Reinier de Graaf Gasthuis) |                      |

De Uithof · 
Beresteinlaan ·
Bouwlustlaan ·
De Rade ·
Dedemsvaartweg ·
Zuidwoldepad ·
Leyenburg ·
Monnickendamplein ·
Tienhovenselaan ·
Dierenselaan ·
De la Reyweg ·
Monstersestraat ·
HMC Westeinde ·
Brouwersgracht ·
Grote Markt ·
Spui ·
Centraal Station (NS) ·
Beatrixkwartier ·
Laan van NOI (NS) ·
Voorburg 't Loo ·
Leidschendam-Voorburg ·
Forepark ·
Leidschenveen ·
Voorweg Laag ·
Centrum-West ·
Stadhuis ·
Palenstein ·
Seghwaert ·
Willem Dreeslaan ·
Oosterheem ·
Javalaan ·
Van Tuyllpark ·
Lansingerland-Zoetermeer (NS)